# Kis kopogóbogár
A kis kopogóbogár (Anobium punctatum) a rovarok (Insecta) osztályának bogarak (Coleoptera) rendjébe, ezen belül az álszúfélék (Anobiidae) családjába tartozó faj. Gyakran ám tévesen: faszúnak is nevezik.

## Előfordulása
A kis kopogóbogár Európában és Ázsiában az északi sarkkörig honos, Amerikába és Ausztráliába behurcolták. Helyenként nem ritka.

## Megjelenése
A kis kopogóbogár mintegy 0,5 centiméter hosszú. A sötét színű, jelentéktelen bogár kevéssé feltűnő. Mégis általánosan ismert mint „faféreg”, mivel lárvái öreg bútorokban vagy gerendákban komoly károkat okozhatnak.

## Életmódja
A kis kopogóbogár a szabad természetben korhadt, száraz fában, taplógombákban él. Emberkísérő állat lévén azonban sokkal gyakoribb az épületekben, épületfában, bútorokban és fafaragványokban. Az egyébként emészthetetlen cellulóz a lárvák bélrendszerében szimbiotikus mikroorganizmusok közreműködésével táplálkozásra alkalmassá válik.

## Szaporodása
A nőstények a fába rakják petéiket. A lárvák a cserebogárpajorra emlékeztetnek, lábuk rövid, és erőteljes szájszervvel rendelkeznek, amellyel a száraz fában járatokat rágnak. A fa belsejét összevissza rágják, járataikat faliszttel töltik meg. A fában fejlődnek, a fából élnek, és ott is bábozódnak. A rovar teljes fejlődési ideje több mint egy év lehet.